# 久美浜代官所
久美浜代官所（くみはまだいかんしょ）は、丹後国熊野郡久美浜（現・京都府京丹後市久美浜町）にあった陣屋（代官所）。久美浜城の山麓にあった館の故地に設けられた。西本町城山の京丹後市立久美浜小学校付近にあった。

## 歴史

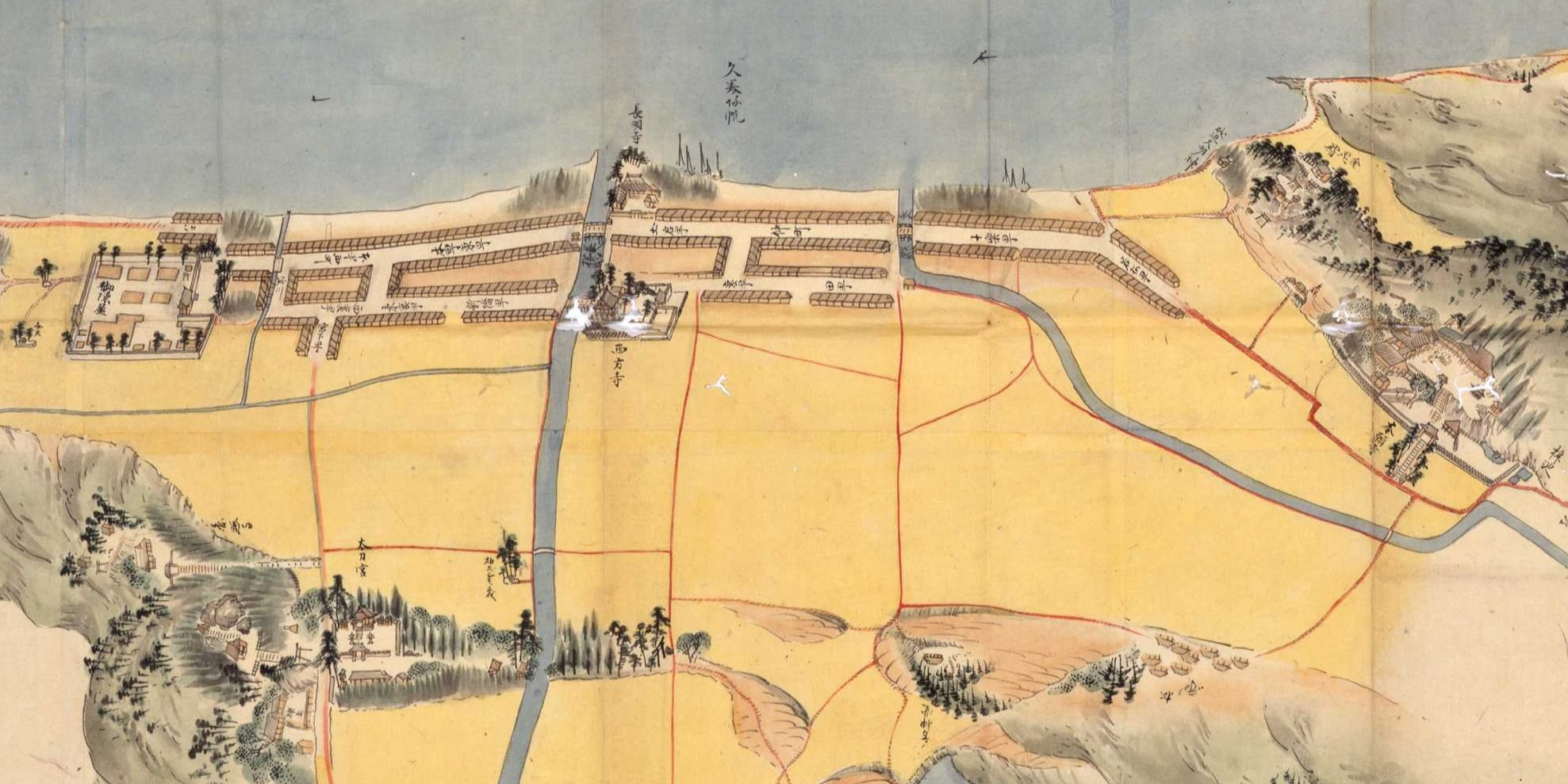
町並みの西端に「御陣屋」が描かれた「丹後久美浜図絵」（一部）

寛文6年（1666年）の京極家（丹後宮津藩）の改易にともない、丹後国熊野郡久美浜は天領となった。当時の陣屋（代官所）は加佐郡にあった。
その後久美浜は、寛文9年（1669年）に宮津藩領、延宝8年（1680年）に天領、天和元年（1681年）に宮津藩領とめまぐるしく変わった。享保20年（1735年）に天領になった際、代官の海上弥兵衛が従来の湊宮船見番所を久美浜に移転して陣屋に改めた。
久美浜陣屋は丹後国と但馬国の2か国にまたがる約7万石を管轄した。1868年（明治元年）に置県が行われると久美浜県が設置され、久美浜代官所に県庁が設けられた。